# Tivon Pennicott

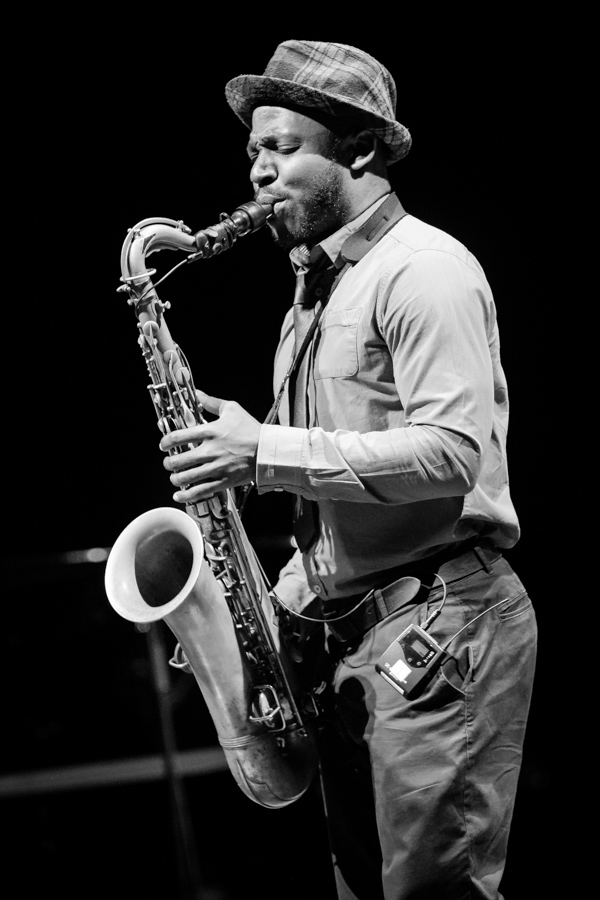
Tivon Pennicott (2018)
Bild: Tore Sætre

Tivon Pennicott (* 1985) ist ein US-amerikanischer Jazzmusiker (Tenorsaxophon, auch Flöte).

## Leben und Wirken
Pennicott wuchs in Marietta (Georgia) auf und zog dann nach Miami, wo er an der University of Miami Musik studierte. Er arbeitete ab den 2000er-Jahren in der New Yorker Modern-Jazz-Szene u. a. mit Kenny Burrell, mit dem 2008 erste Aufnahmen entstanden (Be Yourself – Live at Dizzy's Club Coca Cola). In den folgenden Jahren spielte er u. a. mit Clayton Cameron, Gregory Porter, Andrew Atkinson, Marko Đorđević, Dave Stryker, Tuomo Uusitalo und Ari Hoenig; des Weiteren wirkte er bei Aufnahmen von Esperanza Spalding (Radio Music Society, 2012), Ross McHenry, Sullivan Fortner, Jon Batiste, Sweet Lu Olutosin und Emmet Cohen (Vibe Provider) mit. Im Bereich des Jazz war er zwischen 2008 und 2024 an 21 Aufnahmesessions beteiligt. Unter eigenem Namen spielte er 2012 in Quartettbesetzung (mit Mike Battadia, Piano, Spencer Murphy, Bass, Kenneth Salters, Schlagzeug) das Album Lover of Nature ein. 2013 war er Finalist im Thelonious-Monk-Wettbewerb.